# أنييك فان كوت
أنييك فان كوت (بالهولندية: Aniek van Koot) مواليد 15 أغسطس 1990 في فينترسفايك، هي لاعبة تنس كراسي متحركة هولندية. أعلى تصنيف لها في الفردي كان المركز الـ 1 في سنة 2013. أعلى تصنيف لها في الزوجي كان المركز الـ 1 في سنة 2010.

## بطولات حققتها
- بطولة ويمبلدون
- بطولة أستراليا المفتوحة للتنس